# Alexander Tettey
Alexander Tettey (ur. 4 kwietnia 1986 w Akrze) – norweski piłkarz ghańskiego pochodzenia występujący na pozycji defensywnego pomocnika. Obecnie gra w Norwich City.

## Kariera klubowa
Alexander Tettey jest wychowankiem klubu Bodø/Glimt. Grał w nim od 1999 do 2002 roku, a następnie na rok został wypożyczony do Kolstad IL. Zawodową karierę Tettey rozpoczynał w 2003 roku w Rosenborgu Trondheim. W jego barwach 9 czerwca 2004 roku w wygranym 3:0 meczu z Bodø/Glimt zadebiutował w rozgrywkach Tippeligaen. Był to jedyny występ Norwega w sezonie 2004, w którym razem ze swoim klubem wywalczył mistrzostwo kraju. Przed rozpoczęciem sezonu 2005 Tettey został wypożyczony do drugoligowego Skeid Fotball. Rozegrał dla niego pięć spotkań i strzelił dwie bramki, po czym powrócił do Rosenborga.
7 maja 2006 roku w wygranym 3:1 ligowym pojedynku z Sandefjord Fotball Tettey strzelił swojego pierwszego gola dla Rosenborga. Zdobył drugi w swojej karierze tytuł mistrza Norwegii, dotarł także do półfinału Pucharu Norwegii. Łącznie w sezonie 2006 Tettey rozegrał 22 mecze w Tippeligaen, w tym 15 w podstawowej jedenastce. W sezonach 2007 i 2008 piłkarz z Ghany również regularnie dostawał szanse występów, jednak dwa razy z rzędu zajmował z Rosenborgiem piątą lokatę w ligowej tabeli. 8 kwietnia 2009 roku Tettey strzelił zwycięską bramkę w wygranym 2:1 spotkaniu przeciwko Startowi. W sezonie 2009 Rosenborg zdobył mistrzostwo Norwegii.
31 lipca 2009 roku Tettey podpisał 4-letni kontrakt z francuskim Stade Rennes. W Ligue 1 po raz pierwszy wystąpił 13 września w zwycięskim 1:0 meczu z AS Saint-Étienne.
24 sierpnia 2012 roku podpisał kontrakt z angielskim Norwich City.
| Sezon   | Klub                 | Kraj     | Rozgrywki      | Mecze | Bramki | Rozgrywki Europy   | Mecze | Bramki |
| ------- | -------------------- | -------- | -------------- | ----- | ------ | ------------------ | ----- | ------ |
| 2003    | Rosenborg BK         | Norwegia | Tippeligaen    | 1     | 0      | –                  | –     | –      |
| 2004    | Rosenborg BK         | Norwegia | Tippeligaen    | 1     | 0      | –                  | –     | –      |
| 2005    | Skeid Fotball (wyp.) | Norwegia | Tippeligaen    | 5     | 2      | –                  | –     | –      |
| 2005    | Rosenborg BK         | Norwegia | Tippeligaen    | 2     | 0      | Liga Mistrzów UEFA | 2     | 0      |
| 2006    | Rosenborg BK         | Norwegia | Tippeligaen    | 22    | 1      | Puchar UEFA        | 4     | 0      |
| 2007    | Rosenborg BK         | Norwegia | Tippeligaen    | 23    | 4      | Liga Mistrzów UEFA | 6     | 0      |
| 2008    | Rosenborg BK         | Norwegia | Tippeligaen    | 24    | 2      | Puchar UEFA        | 1 6   | 0      |
| 2009    | Rosenborg BK         | Norwegia | Tippeligaen    | 17    | 5      | –                  | –     | –      |
| 2009/10 | Stade Rennais FC     | Francja  | Ligue 1        | 24    | 0      | –                  | –     | –      |
| 2010/11 | Stade Rennais FC     | Francja  | Ligue 1        | 17    | 1      | –                  | –     | –      |
| 2011/12 | Stade Rennais FC     | Francja  | Ligue 1        | 19    | 1      | Liga Europy UEFA   | 8     | 0      |
| 2012/13 | Norwich City         | Anglia   | Premier League | 27    | 0      | –                  | –     | –      |
| 2013/14 | Norwich City         | Anglia   | Premier League | 21    | 1      | –                  | –     | –      |
| 2014/15 | Norwich City         | Anglia   | Championship   | 39    | 2      | –                  | –     | –      |
| 2015/16 | Norwich City         | Anglia   | Premier League | 23    | 1      | –                  | –     | –      |
| 2016/17 | Norwich City         | Anglia   | Championship   | 35    | 0      | –                  | –     | –      |
| 2017/18 | Norwich City         | Anglia   | Championship   | 23    | 0      | –                  | –     | –      |
| 2018/19 | Norwich City         | Anglia   | Championship   | 30    | 1      | –                  | –     | –      |

Stan na: 6 lipca 2019 r.

## Kariera reprezentacyjna
Tettey urodził się w Ghanie, jednak został naturalizowanym obywatelem Norwegii. Ma za sobą występy w młodzieżowych reprezentacjach Norwegii, między innymi w zespole do lat 21. W seniorskiej kadrze zadebiutował 22 sierpnia 2007 roku w wygranym 2:1 towarzyskim meczu z Argentyną, kiedy to w 43. minucie zmienił Bjørna Helge Riise.